# Life Returns
Life Returns é um filme norte-americano dirigido por Eugene Frenke e James P. Hogan, e lançado em 1935 pela Universal Pictures.